# لور، اوت-سون
لُور (به فرانسوی: Lure) یک کمون در فرانسه است که در اوت-سون واقع شده‌است.

## خصوصیات
لور ۲۴٫۳۱ کیلومترمربع مساحت و ۸٬۶۱۶ نفر جمعیت دارد و ۲۹۳ متر بالاتر از سطح دریا واقع شده‌است.

## خواهرخوانده
شهرهای آسپبرگ و Berteștii de Jos خواهرخوانده‌های لوق، اوت-سئون هستند.